# Блюм, Фёдор Ермолаевич (генерал-майор)
Фёдор Ермолаевич Блюм (?—?) — русский военачальник, генерал-майор.

## Биография
Дата рождения и вхождения в военную службу неизвестны.
C 09.01.1797 по 01.02.1798 — шеф Иркутского гарнизонного батальона.
С 01.02.1798 по 23.11.1798 — шеф Селенгинского гарнизонного полка.
С 17.07.1799 по 31.01.1800 — командир Псковского драгунского полка.
Дата смерти неизвестна.

## Награды
- Награждён орденом Св. Георгия 4-й степени (№ 1666; 5 февраля 1806).
- Также награждён другими орденами Российской империи.